# Xanthophenax terebratus
Xanthophenax terebratus är en stekelart som först beskrevs av Morley 1917.  Xanthophenax terebratus ingår i släktet Xanthophenax och familjen brokparasitsteklar. Inga underarter finns listade i Catalogue of Life.